# Цыденова (Тулохонова), Дарима Доржиевна
Дари́ма Доржиевна Цыде́нова (Туло́хонова) ― российская бурятская театральная артистка, Заслуженная артистка Республики Бурятия (2007), актриса Бурятского государственного академического театра драмы имени Х. Намсараева.

## Биография
Родилась 2 октября 1980 года селе Чесан, Кижингинский район, Бурятская АССР, РСФСР.
После завершения учёбы в Республиканском лицее-интернате № 1 поступила в Восточно-Сибирской государственной академии культуры и искусств, которое окончила в 2002 году. В том же году, получив диплом по специальности «Актриса драматического театра и кино», начала служить актрисой в Бурятском академическом театре драмы имени Хоца Намсараева.
В своей первой большой роли матери жениха в постановке «Улейские девушки» Дарима проявила незаурядное актёрское дарование. В 2013 году этот спектакль был заново восстановлен, некоторые роли играло уже новое поколение молодых актёров, но Дарима так же, как и 12 лет назад, остаётся исполнительницей одной из главных ролей.
Одной из лучших актёрских работ Даримы Цыденовой является роль Буратино в спектакле «Золотой ключик, или новые приключения Буратино» (В. Массальский). За исполнение этой роли она была удостоена премии Министерства культуры Республики Бурятии в номинации «Надежда» в 2004 году.
Успехом у детских зрителей пользовались её роли Малыша в спектакле «Малыш и Карлсон» и Сороки в «Новогодних подарках Бабы Яги». Талант перевоплощения позволяет ей играть разножанровые спектакли: в «Трёхгрошовой опере» Бертольда Брехта, в «Зурхэн шулуун» (студентка Бадармаа), в «Утиной охоте» Александра Вампилова (мальчик Витя).
С особым мастерством она сыграла в спектакле «Се ля ви» роль Катрин — коварной изменницы, но любимой жены Роже. Значительной работой завершила Цыденова сезон 2005-2006 года, создав образ Арюны в спектакле «Эхэ» («Мать») монгольского драматурга Мэндсайхан.
Вместе с коллективом театра побывала на гастролях в таких странах, как Монголия, Франция (Канны), Белоруссия. Выступала на театральных сценах в городах Якутск, Абакан, Красноярск, Москва. Гастролировала во всех районах Бурятии, Читинской и Иркутской областей.
Актриса вместе с коллегами Болотом и Жажан Динганорбоевыми участвовала в Международном фестивале театров малых форм в Монголии.
В 2005 году награждена Почётной грамотой Министерства культуры и духовного развития Республики Саха (Якутия). За большой вклад в развитие национального театрального искусства Дарима Доржиевна Цыденова (Тулохонова) в 2007 году была удостоена почётного звания «Заслуженная артистка Республики Бурятия».